# پری‌الیکایی شانه‌سفید
پری‌الیکایی شانه‌سفید (نام علمی: Malurus alboscapulatus) نام گونه‌ای از سرده پری‌الیکایی است.